# カエル・サンダーソン
カエル・サンダーソン（Cael Norman Sanderson、1979年6月20日 - ）は、アメリカ合衆国ユタ州ソルトレイクシティ出身のレスリング選手。

## 略歴
- コーディ(Cody)、コール(Cole)、カエル(Cael)、カイラー(Cyler)のレスリング4兄弟として知られる。
- アイオワ州立大学時代には1999 - 2002年に4年連続でNCAAチャンピオンとなり、大学4年間通算で159戦159勝無敗という記録を打ち立てた。
- 2003年世界選手権では銀メダルを獲得。
- 2004年アテネオリンピックレスリングフリースタイル84kg級で金メダルを獲得。